# La Tour-d'Aigues
La Tour-d'Aigues is een gemeente in het Franse departement Vaucluse (regio Provence-Alpes-Côte d'Azur) en telt 3860 inwoners (1999). De plaats maakt deel uit van het arrondissement Apt.

## Geografie
De oppervlakte van La Tour-d'Aigues bedraagt 41,1 km², de bevolkingsdichtheid is 93,9 inwoners per km².
De onderstaande kaart toont de ligging van La Tour-d'Aigues met de belangrijkste infrastructuur en aangrenzende gemeenten.

## Demografie
Onderstaande figuur toont het verloop van het inwonertal (bron: INSEE-tellingen).